# Geranomyia euryphallus
Geranomyia euryphallus är en tvåvingeart som först beskrevs av Alexander 1960.  Geranomyia euryphallus ingår i släktet Geranomyia och familjen småharkrankar.
Artens utbredningsområde är Moçambique. Inga underarter finns listade i Catalogue of Life.